# ボルドー・コート・ド・フラン
ボルドー・コート・ド・フラン （Bordeaux-côtes-de-francs）は、フランスのボルドー地方のワイン。1967年にAOCボルドー・コート・ド・フランとしてアペラシオン表記を認められたが、2009年10月にブライやカスティヨンなどの地区とともにAOCコート・ド・ボルドーに統合された。しかしその後もコート・ド・フランのワインはフランと表記することが認められたので、現在はフラン・コート・ド・ボルドーと表記される。

## 地理
コート・ド・フランは、ポムロール、サン＝テミリオン、フロンサックなどがあるドルドーニュ川右岸の銘醸地の一角にあり、その北東端に位置している。タヤック、フラン、サン・シバールの3つのコミューンが含まれており、ボルドー最小のアペラシオンである。

## ワイン生産
ブドウの栽培面積は525ヘクタールで、約40のワイン生産者が赤ワイン、辛口白ワイン、甘口白ワインを生産している。栽培されている品種は赤ワイン用はメルローが50～60%、カベルネ・フランとカベルネ・ソーヴィニョンが合わせて40～50%、その他マルベックなども少量ながら栽培されている。白ワイン用はセミヨンが60%を占め、残りをミュスカデとソーヴィニヨン・ブランが占める。
年間生産量は赤ワインが約330万本、辛口白ワインが約1万9千本、甘口白ワインが約8千本である。